# D'Alegria

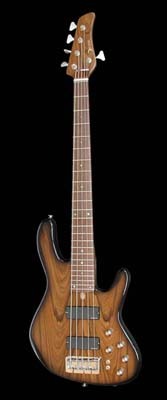
D'Alegria Defender Deluxe, 5-snarige basgitaar

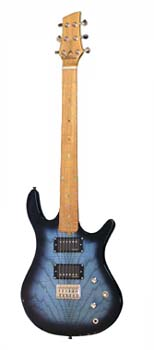
D'Alegria Dimension, elektrische gitaar

D'Alegria is een Braziliaans producent van elektrische gitaren en basgitaren. De instrumenten zijn handgemaakt van hoogwaardige houtsoorten die in Brazilië voorkomen.
Het bedrijf is in 1992 opgericht door twee ingenieurs, Daniel Alegria en Rodrigo Werneck. De gitaren worden gemaakt van houtsoorten als krappa, ipé, tonka en garapa. De instrumenten zijn custom-made.

## Modellen
Basismodellen
- Dart - basgitaar met 4, 5 of 6 snaren
- Defender - basgitaar met 4 of 5 snaren
- Dragster - basgitaar met 4 of 5 snaren
- Discovery - elektrische contrabas met 4 snaren
- Dimension - elektrische gitaar met 6 snaren
- Dragon - basgitaar met 4, 5, 6 of 7 snaren

Signature-modellen
- Defender TB - basgitaar met 4 snaren, met frets, signature-model van Trevor Bolder
- Defender TP - basgitaar met 5 snaren, met frets, signature-model van Trae Pierce
- Defender JP - basgitaar met 5 snaren, met frets, signature-model van Jorge Pescara
- Dimension JD - elektrisch gitaar met 6 snaren, signature-model van Jan Dumée
- Dart FA - basgitaar met 6 snaren, met frets, signature-model van Felipe Andreoli
- A-Dart FA - basgitaar met 6 snaren, fretloos, signature-model van Felipe Andreoli
- Dart AN - basgitaar met 6 snaren, met frets, signature-model van André Neiva
- Dynamo AG - basgitaar met 4 snaren, 32 inch, met frets, signature-model van André Gomes

## Muzikanten die D'Alegria-instrumenten bespelen
- Trevor Bolder (Uriah Heep)
- Trae Pierce[bron?] (James Brown)
- Jan Dumée[bron?] (Focus)
- Jorge Pescara[bron?]
- Felipe Andreoli[bron?] (Angra)
- Arthur Maia[bron?] (Gilberto Gil)
- Ako Kiiski[bron?] (Wishbone Ash)
- Dennis Ward[bron?] (Pink Cream 69)
- Dudu Lima[bron?] (Stanley Jordan)
- André Gomes[bron?]

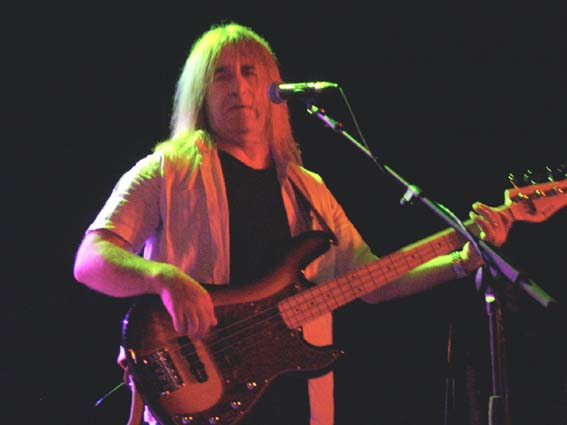
Trevor Bolder bespeelt een D'Alegria Defender TB
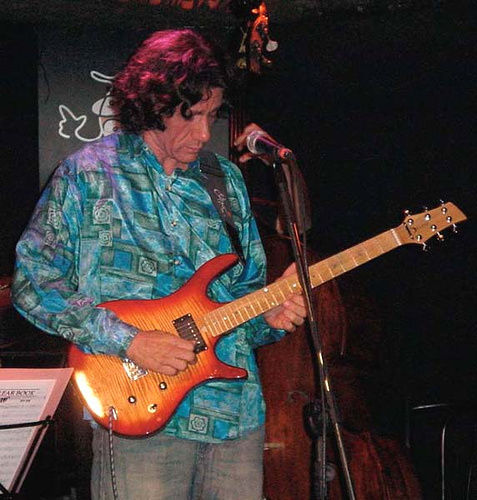
Jan Dumée bespeelt een D'Alegria Dimension JD